# GYKI 53405
Талампанель (GYKI 53405, LY 293606) — 2,3-бензодіазепін, який, на відміну від більшості бензодіазепінів, не зв'язується з ГАМКА-рецептором; натомість зв'язується з АМРА-рецептором, для якого є неконкурентним антагоністом.
Під назвою «Талампанель» проходив випробування як перспективний лікарський засіб від епілепсії, злоякісної гліоми, та аміотропного бічного склерозу. Станом на травень 2010, результати випробувань були визнані негативними.